# Nora Navas
Nora Navas (Barcelona, 24 de abril de 1975) é uma atriz espanhola. Em 2011, ganhou o Prêmio Goya de melhor atriz pelo seu papel no filme Pa negre.

## Filmografia

### Cinema
| Ano  | Título                            | Diretor                 | Notas        |
| ---- | --------------------------------- | ----------------------- | ------------ |
| 2020 | La Vampira de Barcelona           | Lluis Daniels           | Coadjuvante  |
| 2020 | Libertad                          | Clara Roquet            | Coadjuvante  |
| 2020 | Adú                               | Salvador Calvo          | Coadjuvante  |
| 2019 | Dor e Glória                      | Pedro Almodóvar         | Coadjuvante  |
| 2018 | Durante la tormenta               | Oriol Paulo             | Coadjuvante  |
| 2018 | Ola de crímenes                   | Gracia Querejeta        | Coadjuvante  |
| 2017 | Formentera Lady                   | Pau Durà                | Protagonista |
| 2016 | El ciudadano ilustre              | Gastón Duprat y Mariano | Coadjuvante  |
| 2016 | Rumbos                            | Manuela Burló Moreno    | Coadjuvante  |
| 2015 | Felices 140                       | Gracia Querejeta        | Coadjuvante  |
| 2015 | La adopción                       | Daniela Féjerman        | Protagonista |
| 2015 | La arteria invisible              | Pere Vilà Barceló       | Protagonista |
| 2014 | Tres Mentiras                     | Ana Murugarren          | Protagonista |
| 2013 | Todos queremos lo mejor para ella | Mar Coll                | Protagonista |
| 2012 | Miel de naranjas                  | Imanol Uribe            | Coadjuvante  |
| 2012 | Dictado                           | Antonio Chavarrías      | Coadjuvante  |
| 2010 | Pan negro                         | Agustí Villaronga       | Protagonista |
| 2006 | Las vidas de Celia                | Antonio Chavarrías      | Coadjuvante  |
| 2006 | Lo bueno de llorar                | Matías Bize             | Coadjuvante  |
| 2003 | Cualquiera                        | David Marqués           | Protagonista |
| 1999 | Un banco en el parque             | Agustí Vila             | Coadjuvante  |

### Televisão
| Ano       | Título                          | Canal                   | Notas        |
| --------- | ------------------------------- | ----------------------- | ------------ |
| 2019      | Les de l'hoquei                 | TV3 e Netflix           | 13 episódios |
| 2018      | La catedral del mar             | Antena 3, TV3 e Netflix | Minissérie   |
| 2017      | La luz de Elna                  | TVE e TV3               | Tvmovie      |
| 2014      | El último baile de Carmen Amaya | TV3                     | Tvmovie      |
| 2013      | Pulseras rojas                  | TV3                     | 1 episódio   |
| 2012      | Carta a Eva                     | TVE e TV3               | Tvmovie      |
| 2012      | Germanes                        | TV3                     | Tvmovie      |
| 2011      | Meublé. La casita blanca        | TV3                     | Tvmovie      |
| 2011      | El mar de plástico              | Canal Sur e TV3         | Tvmovie      |
| 2007      | Trenhotel                       | TV3                     | Tvmovie      |
| 2006-2007 | El cor de la ciutat             | TV3                     | 4 episódios  |
| 2006      | Jet Lag                         | TV3                     | 1 episódio   |
| 2005      | Porca misèria                   | TV3                     | 7 episódios  |
| 2005      | Ventdelplà                      | TV3                     | 2 episódios  |
| 2005      | Más que hermanos                | TV3                     | Tvmovie      |
| 2000      | Crims                           | TV3                     | 3 episódios  |
| 1993      | I ara què, Xènia?               | TV3                     | 2 episódios  |

### Teatro
| Ano       | Título                                             | Diretor             | Dramaturgia                       |
| --------- | -------------------------------------------------- | ------------------- | --------------------------------- |
| 2017      | White rabbit, red rabbit                           | -                   | Nassim Soleimanpour               |
| 2017      | Bodas de sangre                                    | Oriol Broggi        | Federico García Lorca             |
| 2017      | Adéu                                               | Oriol Vilanova      | Xavier Albertí                    |
| 2016-2017 | Las brujas de Salem                                | Andrés Lima         | Arthur Miller                     |
| 2016      | Dansa d'agost                                      | Ferran Utzet        | Brian Friel                       |
| 2015      | Els veïns de dalt                                  | Cesc Gay            | Cesc Gay                          |
| 2014      | Doña Rosita la soltera o el lenguaje de las flores | Joan Ollé           | Federico García Lorca             |
| 2012-2013 | La duda                                            | Sílvia Munt         | John Patrick Shanley              |
| 2013      | Losers                                             | Marta Buchaca       | Marta Buchaca                     |
| 2011      | Ells no poden morir                                | Xavier Albertí      | Oriol Vilanova                    |
| 2009      | La casa de Bernarda Alba                           | Lluïs Pascual       | Federico García Lorca             |
| 2008-2009 | Germanes                                           | Carol López         | Carol López                       |
| 2006      | Tennessee                                          | Xavier Albertí      | Xavier Albertí                    |
| 2006      | La fam                                             | Pep Pla             | Joan Oliver                       |
| 2005      | Les tres germanes                                  | Ariel García Valdés | Anton Chéjov                      |
| 2004      | Calígula                                           | Ramón Simó          | Albert Camus                      |
| 2003-2004 | 4D òptic                                           | Javier Daulte       | Javier Daulte                     |
| 2003      | Hamlet-Maquina                                     | Glòria Balañá       | Heiner Müller                     |
| 2002      | Electra                                            | Gloria Balañá       | Sophocles e Hugo von Hofmannsthal |
| 2001      | Fuera de cuadro                                    | Javier Daulte       | Gabriela Izcovich                 |
| 1997      | Camino de Nueva York                               | Ramón Simó          | Federico García Lorca             |